# نویا
نویا (به اسپانیایی: Noya) یک دهستان اسپانیا است.